# وست پلزر (کارولینای جنوبی)
وست پلزر(به انگلیسی: West Pelzer) شهری در ایالت کارولینای جنوبی کشور ایالات متحده آمریکا است که جمعیت آن در سرشماری سال ۲۰۱۰ میلادی، ۸۸۰ نفر بوده‌است.